# Кухня на районе
«Кухня на районе» — сервис доставки еды в Москве и Московской области, который работал в формате «облачный ресторан» (у заведения не было посадочных мест, работала только кухня на доставку). Проект был запущен в 2017 году основателями «Рокетбанка». Сервис специализировался на доставке готовых блюд собственного приготовления в радиусе 2 км.
По данным 2021 года, компания имела 55 кухонь в Москве и Московской области.

## История компании
Сервис был создан на основе приложения «РокетКафе», которое было разработано основателями «Кухни на районе» для внутреннего пользования сотрудниками «Рокетбанка». Приложение было призвано оптимизировать систему питания в крупной организации. Сотрудники могли заказать еду и напитки прямо к рабочему столу. Приложение быстро получило популярность, разработчики расширили количество позиций, пользоваться им стали не только сотрудники, но и гости «Рокетбанка».
Июль 2017 года ― запуск сервиса «Кухня на районе» и открытие первой кухни на Менделеевской. Сооснователями компании выступили Алексей Колесников, Олег Козырев, Антон Лозин и Кирилл Родин, инвесторы ― основатель проекта «Делатели. Офисов» Павел Мельников, сооснователь Qiwi Сергей Солонин и «дочка» девелоперской группы ПИК — «ПИК-инвестпроект».
Октябрь 2017 года ― закрытие кухни на Менделеевской, открытие 2 новых кухонь площадью по 100—120 м² — на Бутырской улице и Большой Дмитровке. Открытие каждой точки обходилось в сумму около 10 млн рублей.
За год работы стартап открыл 16 кухонь в Москве и вышел на 100 000 заказов в месяц. В 2020 году компания имела 34 кухни.
Февраль 2020 года ― «Кухня на районе» в тестовом формате запустила подписку на корпоративное питание. Запуск произошёл при партнёрстве с банком «Сфера». Пользователями такой подписки стали компании Gett, Prisma, TimePad и другие. В этот же период компания открыла dark store — магазин с экспресс-доставкой продуктов за 10-15 минут. Данная услуга также была тестовой, в 2021 году она уже недоступна.
Сентябрь 2020 года — совместное предприятие «Сбербанка» и Mail.ru Group «O2O холдинг» купило контроль над сервисом, его доля составила 80,19 % компании, 19,81 % осталось у основателей.
Апрель 2021 года ― «Додо Пицца», «Кухня на районе», Subway, McDonald’s и Sodexo объединились в Ассоциацию сетевых предприятий питания, которая будет представлять интересы сетевых компаний отрасли. Ассоциация планирует составить справочник по выполнению новых санитарных требований, актуализировать стандарты в сфере питания, создать образовательные проекты для сотрудников, франчайзи и поставщиков, участвовать в формировании новых правил для бизнеса по защите окружающей среды.
20 апреля 2022 года российский Forbes сообщил, что «Сбер» и VK могут продать «Кухню на районе» компании «2 Берега».
В декабре 2024 года стало известно, что из состава учредителей ООО «Локалкитчен» вышел Олег Козырев, Кирилл Родин, Алексей Колесников и «О2О Холдинг».

### Массовое отравление людей и приостановка деятельности компании
В июне 2024 года в Москве, Нижнем Новгороде и Казани произошло отравление более ста человек едой от «Кухни на районе». В Москве 55 человек попали в больницу в тяжёлом состоянии, 30 человек были помещены в реанимацию, у всех пострадавших были выявлены симптомы ботулизма — острого инфекционного заболевания, вызываемого токсинами бактерий Clostridium botulinum. Компания заявила, что причиной отравления является консервированная фасоль от одного из поставщиков. Следственный комитет возбудил уголовное дело по статье 238 УК РФ об оказании услуг, не отвечающих требованиям безопасности, а также уголовное дело об организации незаконной миграции. Директор компании Антон Лозин, руководитель отдела качества и коммерческий директор были задержаны, а сама компания заявила о приостановке деятельности. В результате отравления погибло как минимум два человека.

## Деятельность

### Показатели деятельности
По данным 2020 года, компания насчитывала 145 сотрудников. Выручка за 3 квартал 2021 года составила 930 000 000 руб.. По состоянию на декабрь 2021 года, сервис работал на территории Москвы в 30 районах и Московской области (в Мытищах и Люберцах), имел 55 кухонь.

### Технологии
«Кухня на районе» работала в формате dark kitchen (у заведения не было посадочных мест). Сервис доставлял домашнюю еду собственного приготовления по адресам в радиусе 2 км от кухни в среднем за 15-20 минут. Заказ можно было оформить через приложение «Кухня на районе» или Delivery Club.
В 2020 году в базе «Кухни» насчитывалось более 3500 позиций, а повседневное меню из 100 блюд еженедельно менялось на 60 %-70 %.
Регулярная ротация меню осуществлялась благодаря фуд-реактору, который осуществлял предварительную подготовку продуктов. Продукты и заготовки развозили по кухням по ночам, чтобы утром повара начали готовить заказы.
Для прогнозирования пользовательского спроса компания начала использовать фуд-диджеинг. Нейросеть подсказывала, какие продукты и в каком количестве стоит закупить на следующей неделе, исходя из расходов в предыдущие недели. Это помогло снизить списания продуктов с 40 % до 10 %. Робот-диджей автоматически составлял меню, планирует продажи и закупки.

### Экологичность упаковки
В мае 2020 года компания представила новые контейнеры для еды из PP5-пластика, который можно использовать несколько раз, а потом сдать на переработку. По сравнению со старыми стандартными чёрными полипропиленовыми контейнерами в них используется на 20 % меньше пластика. Также сервис запустил продажу таких контейнеров для других компаний.
Для реализации переработки упаковки на каждой кухне установили точку с контейнером для вторсырья. Курьеры забирают контейнеры у клиентов и возвращают их на кухню. Далее упаковка отправляется на сортировочную линию и разделяется по фракциям на бумагу и пластик нескольких видов, а затем отправлялась на переработку. Ранее была возможность вернуть упаковку через приложение, стоимость возврата составляла 9 рублей, 3 из которых шли курьеру, 3 — в WWF России и ещё 3 — на покрытие расходов сортировки. По состоянию на декабрь 2021 года функция временно недоступна из-за ограничений, связанных с пандемией COVID-19.

### Партнёрства и мероприятия
- В апреле 2019 года «Кухня на районе» и Delivery Club представили меню по мотивам «Игры престолов». В него вошли «Северный завтрак», «Рагу от рыбоедов», «Грибочки для полумужа», «Салат с яблоками от королевы», «Коктейль за стеной», «Свёкла, томлённая с маслом из сердца северных земель», «Груши в вине из Просторных садов» и «Нутовая паста из южной части континента»[22].

- В феврале 2020 года в неделю премьеры фильма «Соник» компания заменила нули в ценах на колечки Соника. Пользователи совершали заказы и копили «колечки». Те, кто собрал больше всех колец, получили призы — PS4, оригинальные ремастеры Сёги, мерч и промокод на покупку билета в кино[23].

- В мае 2021 года «Кухня на районе» совместно с CDPR выпустили меню с 6 блюдами по мотивам «Ведьмака», которые можно было заказать до 5 июня. В меню вошли багет с камамбером, луковый суп, бургундская говядина, сэндвич с курицей, имбирный хлеб и кулёк с сухофруктами и орешками. В рамках этой акции компания разыгрывала одну PS5 и несколько фартуков из мерчендайза «Ведьмака»[24].

- В августе 2021 года «Кухня на районе» вместе с OneTwoTrip выпустила меню с национальными блюдами. Для проекта было выбрано шесть регионов: Сибирь, Дальний Восток, Татарстан, Поволжье, Башкирия и Дагестан. В каждом из них отобрали по одному культовому блюду и добавили в меню[25].

## Особенности работы во время Covid-19
С введением карантинных мер компания перешла на бесконтактную доставку, предоставила пользователям возможность приобрести через сервис маски и антисептики. Также стало доступно оформить экспресс-доставку продуктов из категорий бакалея, молочка и яйца, напитки, мясо, фрукты, чай и кофе, сладкое, снэки, хлеб и хлебцы, хозяйственные товары.
С 30 марта 2020 года компания запустила доставку социальных наборов еды на весь день. В набор вошли завтрак, обед и ужин с высокой калорийностью стоимостью в 492 рубля. Цель нововведения — дать возможность большему количеству людей получить качественное питание наиболее безопасным способом. В районах вне зон действия «Кухни» доставку осуществляли партнёры.
В апреле 2020 года «Кухня на районе» начала готовить блюда по рецептам временно закрывшихся ресторанов и отдавать им 10 % выручки. В приложении был создан отдельный раздел «Фудмаркет», где можно было оформить заказ из ресторана-партнёра. С 5 апреля по 28 июня 2020 года раздел получил более 20 млн рублей выручки, 2 млн рублей из которых перечислили партнёрам.

## Курьерская служба
В компании курьеров называли райдерами. Основные цвета формы райдеров — чёрный и белый, но в 2021 году компания начала планомерный ребрендинг, в рамках которого цвет формы сменили на лаймовый со светоотражающими элементами для большей безопасности всех участников дорожного движения. Для стирки и восстановления формы курьеров была открыта специальная прачечная «Washing-ton», площадью 400 м². Туда курьеры раз в неделю могут отдавать форму, где за ночь её постирают, починят или заменят.
В компании был отдел контроля качества, который разбирал жалобы, поступающие на курьеров, которые нарушают правила дорожного движения, приносят дискомфорт прохожим и опаздывают. Также при подключении к сервису у курьеров проверяли знание правил дорожного движения и навыки безопасного управления велосипедом.